# Kohei Yamamoto
Kohei Yamamoto (山本 孝平 Yamamoto Kohei?), född 15 april 1986 i Kanagawa prefektur, är en japansk före detta fotbollsspelare.
Yamamoto började sin karriär 2009 i Shonan Bellmare. 2009 flyttade han till Mito HollyHock. Han spelade 13 ligamatcher för klubben. Han avslutade karriären 2009.